# Lista över Flanderns regenter

Flanderns vapensköld

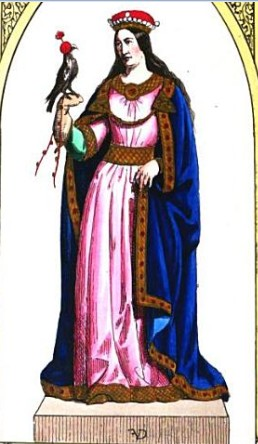
Margareta I av Flandern

Detta är en lista över Flanderns regenter.
- 864–879 Balduin I av Flandern
- 879–918 Balduin II av Flandern
- 918–964 Arnold I av Flandern
- 958–960 Balduin III av Flandern
- 964–988 Arnold II av Flandern
- 988–1036 Balduin IV av Flandern
- 1036–1067 Balduin V av Flandern
- 1067–1070 Balduin VI av Flandern
- 1070–1071 Arnold III av Flandern
- 1071–1093 Robert I av Flandern
- 1093–1111 Robert II av Flandern
- 1111–1119 Balduin VII av Flandern
- 1119–1127 Karl I av Flandern
- 1127–1128 Vilhelm I av Flandern
- 1128–1168 Thierry I av Flandern
- 1168–1191 Filip I av Flandern
- 1191–1194 Margareta I av Flandern
- 1191–1194 Balduin VIII av Flandern (samregent jure uxoris)
- 1194–1205 Balduin IX av Flandern
- 1205–1244 Johanna I av Flandern
- 1244–1278 Margareta II av Flandern[1]
- 1247–1251 Vilhelm II av Flandern (samregent med mor)
- 1251–1305 Guy I av Flandern (samregent med mor)
- 1305–1322 Robert III av Flandern
- 1322–1346 Ludvig I av Flandern
- 1346–1384 Ludvig II av Flandern
- 1384–1405 Margareta III av Flandern (Flandern uppgick i Burgund genom hennes död 1405)